# Василиј Головњин
Василиј Михајлович Головњин (рус. Васи́лий Миха́йлович Головни́н; 19. април 1776 – 11. јул 1831) је био руски адмирал и истраживач.

## Биографија
Јуна 1807. године Головњин се са слупом Диана упутио из Кронштата на премеравање обала Северног Тихог океана. На путу су га заробили Британци. Одвели су га у Кејптаун након чега је после 13 месеци побегао слупом. Године 1809. стигао је на Камчатку. У току премеравања Курилских острва заробили су га Јапанци и држали у заробљеништву две године. Као главни интендант ратне морнарице, руководио је 1823. године изградњом око 200 бродова међу којима је 40 линијских бродова и фрегата и првих 10 руских парних бродова. По Головњину је названо више географских објеката: теснац у Курилским острвима, рт на Новој земљи и други.